# Clementino José Pereira Guimarães
Clementino José Pereira Guimarães, primeiro e único barão de Manaus (Belém, 14 de novembro de 1828 — Manaus, 26 de janeiro de 1906) foi um político brasileiro.
Casado com Leocádia Joaquina dos Anjos. Era tenente-coronel da Guarda Nacional e gerente da Companhia do Amazonas.
Foi presidente da província do Amazonas, de 8 de abril a 8 de junho de 1870, de 21 de setembro a 28 de outubro de 1885 e de 10 de janeiro a 23 de março de 1887.